# Club Deportivo Fútbol Sala Talavera
El Club Deportivo Fútbol Sala Talavera, por razones de patrocinio Soliss FS Talavera es un equipo de fútbol sala español de Talavera de la Reina (Toledo). Fue fundado en 2013. Actualmente juega en la Segunda División de la LNFS.

## Historia[2]
El Club Deportivo Fútbol Sala Talavera  es una entidad deportiva de Talavera de la Reina que nace ante el vacío surgido dentro de esta modalidad en la ciudad tras consumarse la desaparición del anterior representante, el Talavera Fútbol Sala, que llegó a participar 2 temporadas en Primera División. Y del antecesor de este, el multicampeón Castilla-La Mancha Fútbol Sala.
En el primer curso el primer equipo participaría en Tercera División y contó con Álvaro Martín como técnico. Además, grandes jugadores locales como Sergio Moreno 'Chispa', Justo Cáceres, Jesús Jiménez, Víctor López o Nacho Gómez quienes decidieron apoyar este proyecto y jugar en las filas del conjunto blanquiazul. Durante esta primera temporada de vida, la 2013-2014, el estreno no pudo ser mejor para el conjunto talaverano quien logró el ascenso de categoría a falta de un par de jornadas para la conclusión de la Liga firmando unos impresionantes números de 81 puntos de 84 posibles y una cifra de goles que superó los 200 en 28 encuentros.
El club disputó 6 temporadas en Segunda División B, con 3 subcampeonatos previos a la consagración como campeón en la temporada 2017-18, en esa temporada logra el ascenso a Segunda División tras vencer en el playoff de ascenso a Xerez DFC Fútbol Sala.
La primera temporada en la categoría de plata del fútbol sala español finalizó con el equipo en puestos de descenso, que no fue consumado al quedar vacante la plaza del Segovia Futsal. La temporada siguiente terminó en puestos de playoff de ascenso. Y con una gran participación en la 2019-20 alcanzando los cuartos de final y eliminando a Movistar Inter en octavos de final.

## Plantilla 2019-20[3]
|    | Nac.      | Nombre                    | Sobrenombre   | Puesto  |
| -- | --------- | ------------------------- | ------------- | ------- |
| 1  | España    | Ignacio Fernández Ramírez | NACHO         | Portero |
| 15 | España    | Rafael Luque Mármol       | RAFA MÁRMOL   | Portero |
| 25 | España    | Iker López Aguado         | IKER LÓPEZ    | Portero |
| 4  | España    | Víctor López Real         | VÍCTOR        | Cierre  |
| 14 | España    | David Asensio Palacios    | ASENSIO       | Cierre  |
| 5  | España    | José Manuel Díaz Cascon   | PEPE          | Ala     |
| 6  | España    | David Rondón Fernández    | DAVID RONDÓN  | Ala     |
| 8  | España    | Sergio Delgado Mora       | CHENCHO       | Ala     |
| 11 | España    | Jorge Jiménez González    | PELI          | Ala     |
| 19 | Marruecos | Anass Benjalloul Essaadi  | ANASS         | Ala     |
| 21 | España    | Sergio González Jiménez   | SERGIO        | Ala     |
| 2  | Marruecos | Hicham Cheham             | HICHAM        | Pívot   |
| 9  | España    | Enrique Arias Rubio       | KIKE          | Pívot   |
| 22 | España    | Ignacio Pedraza Rodríguez | NACHO PEDRAZA | Pívot   |
| 27 | España    | Manuel Cebrián Romero     | MANU CEBRIÁN  | Pívot   |

Entrenador:   Rubén Barrios Alonso - Rubén Barrios

## Trayectoria Histórica
| Temporada | División           | Posición' | Copa del Rey           |
| --------- | ------------------ | --------- | ---------------------- |
| 2013-14   | Tercera División   | 1º        |                        |
| 2014-15   | Segunda División B | 2º        |                        |
| 2015-16   | Segunda División B | 2º        | Dieciseisavos de final |
| 2016-17   | Segunda División B | 2º        | Dieciseisavos de final |
| 2017-18   | Segunda División B | 1º        | Primera ronda          |
| 2018-19   | Segunda División   | 14º       | Primera ronda          |
| 2019-20   | Segunda División   | 3º        | Cuartos de final       |

- 2 temporada en Segunda División
- 4 temporadas en Segunda División B
- 1 temporada en Tercera División

## Palmarés
- Tercera División: 1 (2013-2014)
- Segunda División B: 1 (2017-2018)